# 拟囊宫绦虫属
拟囊宫绦虫属（学名：Dilepidoides）为囊宫科的一个属。

## 下属物种
本属包括以下物种：
- Dilepidoides bauchei (Joyeux, 1924)